# ペナンFC
ペナンFC (英: Penang Football Club, マレー語: Kelab Bola Sepak Penang) は、マレーシア・ペナン州ジョージタウンを本拠とするサッカークラブである。マレーシア・スーパーリーグに所属する。以前はペナンFA (英: Penang Football Association, マレー語: Persatuan Bola Sepak Penang) と称していた。

## 概要
公式には1921年（非公式には1920年）にペナン州サッカー協会所属のクラブとして発足。マレーシアでは2番目に古いサッカークラブである。
1989年にマレーシアサッカーリーグがプロリーグとなって以降は長らく1部リーグに参加し続けていたが、2010年は最下位に終わり2部リーグであるマレーシア・プレミアリーグに降格、さらに翌年の2011年もプレミアリーグで最下位に終わったため二期連続で降格する憂き目にあい、3部リーグであるマレーシアFAMリーグに参加していた。その後、無事1部リーグ昇格を果たし、2016年2月16日スーパーリーグパハンFA戦で、マレーシア代表MFモフド・ファイズ・スブリが放ったフリーキックが同年度のFIFAプスカシュ賞を受賞。これは、アジア人初の快挙であった。
2017年シーズンにリーグ最下位で再びマレーシア・プレミアリーグに降格。2020年にペナンFAからペナンFCに改称。同年のシーズンでプレミアリーグ優勝を果たし、スーパーリーグ昇格を決めた。

## 獲得タイトル

### 国内タイトル
- マレーシアカップ：4回
  - 1953, 1954, 1958, 1974
- マレーシアサッカーリーグ：1回
  - 1998, 2001
- マレーシアFAカップ：1回
  - 2002
- マレーシア・チャリティーシールド：1回
  - 2003

## 歴代監督
- Gary Vasudevan Nair 2009
- Datuk Zainal Rahim Seman 2009
- Abdul Shukor Salleh 2010
- Teoh Soo Beng 2011
- Dr.Pritpal Singh 2011-現在

## 歴代所属選手
- ルッツ・ファンネンシュティール 1994
- 伊藤壇 2005